# Číčov
Číčov (Hongaars:Csicsó) is een Slowaakse gemeente in de regio Nitra, en maakt deel uit van het district Komárno.
Číčov telt 1359 inwoners.